# Кавказьке яйце
Імператорське великоднє яйце «Кавказьке» — ювелірний виріб фірми Карла Фаберже, виготовлений на замовлення російського імператора Олександра III у 1893 році. Було подароване імператором дружині Марії Федорівні.
В складі колекції Фонду Матильди Геддінгс Грейс «Кавказьке» яйце з 22 листопада 2011 року експонується в музеї Метрополітен (Нью-Йорк).